# Paul Mebus
Paul Mebus (9. června 1920, Düsseldorf – 11. prosince 1993) byl německý fotbalista, který reprezentoval Německou spolkovou republiku. Nastupoval především na postu záložníka.
S německou reprezentací se stal mistrem světa roku 1954, na vítězném šampionátu odehrál jedno utkání. Nastoupil k zápasu základní skupiny proti Maďarsku (Maďaři vyhráli 8:3). V národním týmu působil v letech 1951–1954, za tu dobu v něm odehrál 6 zápasů.
Hrál za VfL Benrath (1945–1951) a 1. FC Köln (1951–1956).